# Società Sportiva Galliate Calcio 1941-1942
Questa voce raccoglie le informazioni riguardanti la Società Sportiva Galliate Calcio nelle competizioni ufficiali della stagione 1941-1942.

## Rosa
| N. |                   | Ruolo | Calciatore        |
| -- | ----------------- | ----- | ----------------- |
|    | Italia (bandiera) | A     | Novello Barè      |
|    | Italia (bandiera) | P     | Renzo Bonfignoli  |
|    | Italia (bandiera) | C     | Carlo Bordini     |
|    | Italia (bandiera) | C     | Mario Brustio     |
|    | Italia (bandiera) | D     | Giovanni Devecchi |
|    | Italia (bandiera) | A     | Aldo Foglio       |
|    | Italia (bandiera) | C     | Luigi Macchi      |
|    | Italia (bandiera) | A     | G. Masetti        |

| N. |                   | Ruolo | Calciatore       |
| -- | ----------------- | ----- | ---------------- |
|    | Italia (bandiera) | D     | Antonio Moriggia |
|    | Italia (bandiera) | C     | Angelo Panigoni  |
|    | Italia (bandiera) | D     | Giovanni Peri    |
|    | Italia (bandiera) | P     | M. Ponili        |
|    | Italia (bandiera) | A     | Aurelio Storzini |
|    | Italia (bandiera) | C     | Gianpiero Toia   |
|    | Italia (bandiera) |       | F. Ugazio        |
|    | Italia (bandiera) | A     | Gianni Ugazio    |